# 澳門海關
澳門海關（葡萄牙語：Serviços de Alfândega de Macau，縮寫：SA），是澳門特別行政區政府部門，成立於2001年11月1日，前身為水警稽查局。每年11月6日為紀念日，即海關日。海關關長為澳門政府主要官員，需要由澳門行政長官提名，報請中華人民共和國中央人民政府任命或罷免。

## 職責
1. 預防、打擊和遏止關務欺詐行為；
2. 致力預防和遏止不法販運活動；
3. 配合對外貿易活動的監管工作，並為發展對外貿易活動作出貢獻，以維護澳門特別行政區在國際上的信譽；
4. 根據法例，確保對知識產權的保護；
5. 致力履行澳門特別行政區在海關範疇內承擔的國際義務；
6. 致力保護人身和財產安全，妥善執行澳門特別行政區的內部保安政策；
7. 參與澳門特別行政區的民防工作，並在緊急情況中參與行動。

## 組織法例
- 第11/2001號法律（2001年8月6日《澳門特別行政區公報》）設立中華人民共和國澳門特別行政區海關-若干廢止。
- 第21/2001號行政法規（2001年10月22日《澳門特別行政區公報》）核准海關的組織與運作。
- 第1/2002號法律（2002年2月4日《澳門特別行政區公報》）訂定澳門特別行政區海關人員的刑事警察當局身份。
- 第9/2002號法律（2002年12月9日《澳門特別行政區公報》）訂定澳門特別行政區內部保安綱要法。
- 第3/2003號法律（2003年2月24日《澳門特別行政區公報》）海關關員職程、職位及報酬制度。
- 第4/2003號行政法規（2003年4月14日《澳門特別行政區公報》）修改海關關員編制和訂定海關關員職程內各職級的職位及職能。
- 第135/2003號行政長官批示（2003年5月26日《澳門特別行政區公報》）核准澳門特別行政區海關關長、具有刑事警察當局身份的海關人員、海關關員及其他海關人員使用的工作證式樣。
- 第1/2004號行政法規（2004年1月5日《澳門特別行政區公報》）訂定海關關員職程的入職及晉升制度。
- 第4/2006號法律（2006年5月15日《澳門特別行政區公報》）修改保安部門及保安部隊若干人員組別的薪俸點。
- 第2/2008號法律（2008年4月21日《澳門特別行政區公報》）重組保安部隊及保安部門職程。
- 第8/2008號行政法規（2008年4月28日《澳門特別行政區公報》）調整保安部隊及保安部門人員編制。
- 第14/2008號行政法規（2008年6月23日《澳門特別行政區公報》）修改訂定《海關關員職程的入職及晉升制度》的第1/2004號行政法規。
- 第25/2008號行政法規（2008年12月1日《澳門特別行政區公報》）修改海關的組織及運作。
- 第6/2017號法律（2017年6月12日《澳門特別行政區公報》）監管攜帶現金和無記名可轉讓票據出入境。─ 第十五條：修改第11/2001號法律《澳門特別行政區海關》。
- 第13/2021號法律（2021年8月9日《澳門特別行政區公報》）保安部隊及保安部門人員通則。
- 第2/2022號行政法規（2022年1月31日《澳門特別行政區公報》)修改第21/2001號行政法規《海關的組織與運作》。
- 第20/2022號行政法規（2022年5月23日《澳門特別行政區公報》)保安部隊及保安部門人員通則的施行細則。
- 第51/2023號行政命令（2023年6月26日《澳門特別行政區公報》)修改海關文職人員編制。

## 歷史
- 1822年9月2日，成立港務局。
- 1841年3月3日，成立港口警察。
- 1862年7月26日，成立海事警察。
- 1862年11月18日，易名澳門港口海事警察。
- 1868年9月3日，易名澳門港口警察，隸屬於港務局局長。
- 1957年11月25日，水警稽查隊由以往港口警察及稽查警察合併而成。
- 1975年12月27日，澳門保安部隊成立。
- 1976年1月1日，水警稽查隊由保安部隊統一指揮。
- 1999年12月20日，水警稽查隊易名水警稽查局。
- 2001年11月1日，撤銷水警稽查局，成立澳門海關，每年11月6日為紀念日，亦即海關日。海關行使水警稽查隊全部職能，亦行使經濟局（打擊侵權）及勞工事務局（打擊黑工）部分職能。

### 歷任關長
1. 徐禮恆（1999年12月20日—2014年12月19日）
2. 賴敏華（2014年12月20日— 2015年10月30日（任內去世））
  - 黃少澤（2015年10月30日─2016年2月21日兼任）
3. 黃有力（2016年2月22日—2019年12月19日）
4. 黃文忠（2019年12月20日—2024年12月19日）
5. 何浩翰（2024年12月20日-）

## 職级
- 關務總長
- 副關務總長
- 關務監督
- 副關務監督
- 高級關務督察
- 關務督察
- 副關務督察
- 首席關員
- 一等關員
- 關員

## 編制
- 2001年：1,201名
- 2013年：1,660名

## 徽號
設計沿自水警稽查隊及水警稽查局的徽號
- 中心的鑰匙，象徵澳門海關的關務職能
- 中心的船錨，象徵澳門海關的船隊職能
- 中圈三色環，象徵澳門海關的警務職能，淺藍代表天空，藍色代表海洋，綠色代表陸地，象徵關員職責在陸地上守望天空與海洋，或在海上守望天空與陸地。

## 榮譽
- 知識產權廳在2005年獲澳門政府授予英勇獎章。
- 潛水隊在2017年獲澳門政府授予英勇獎章。

## 裝備
| 型號                       | 類型       | 產地   |
| -------------------------- | ---------- | ------ |
| 史密夫威信軍警十型左輪手槍 | 左輪手槍   | 美国   |
| 格洛克17                   | 半自動手槍 | 奥地利 |
| 格洛克19                   | 半自動手槍 | 奥地利 |

## 外部連結
- 官方网站
- 澳門海關的Facebook專頁
- YouTube上的澳門海關頻道
- 澳門海關的Instagram帳戶